# István Jónyer
István Jónyer (ur. 4 sierpnia 1950 w Miszkolcu) – węgierski tenisista stołowy, czterokrotny mistrz świata. 
Ośmiokrotny medalista mistrzostw świata. Dwukrotnie zdobywał złoto w grze podwójnej, jeden raz w grze pojedynczej i drużynowo. Czterokrotnie zwyciężał w mistrzostwach Europy: dwukrotnie zdobył złoto drużynowo i w grze podwójnej.
Dwukrotny triumfator Europa Top 12 w 1971 i 1974 roku. Dwudziestopięciokrotny mistrz Węgier w latach 1967–1982 (był sześciokrotnym mistrzem w singlu w latach 1968, 1970, 1974–1978).